# Heikki Hosia

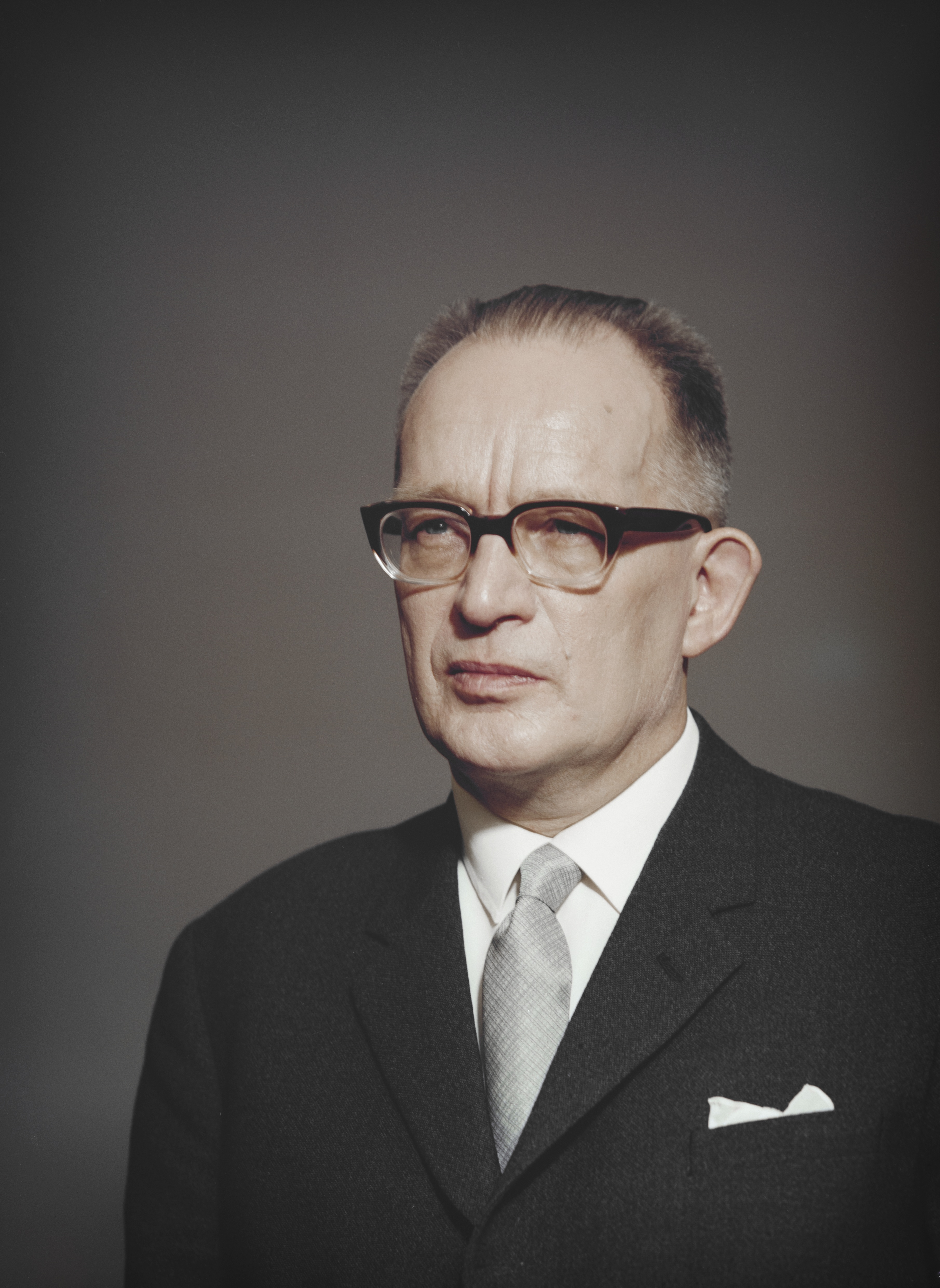
Heikki Hosia.

Heikki Päiviö Hosia, född 29 november 1907 i Pungalaitio, död 23 mars 1997 i Helsingfors, var en finländsk skolman och politiker (Agrarförbundet).
Hosia, som var son till bankdirektör Kustaa Oskari Hosia och Hilja Rasi, blev student 1927, sociologie kandidat 1933, sociologie magister 1956 samt filosofie kandidat och filosofie magister 1936. Han var studiesekreterare vid Finlands ungdomsförbund 1933, organisationssekreterare där 1936–1940, byråsekreterare och chef för Suomen huollon henkisen huolto 1940–1944, rektor för Södra Österbottens folkhögskola 1943–1952, för Orivesi folkakademi 1952–1964 och kanslichef vid undervisningsministeriet från 1964.
Hosia var tillförordnat skolråd vid avdelningen för folkundervisning vid Skolstyrelsen 1954–1955 och undervisningsminister i V.J. Sukselainens och Martti Miettunens regeringar 1959–1962. Han var kurator för Satakuntalainen Osakunta 1942–1943, kommunalfullmäktig i Ilmajoki 1948–1950, ordförande i folkskolenämnden 1946–1952, kyrkofullmäktig i Orivesi 1954–1963, ordförande i direktionen för arbetarinstitutet 1953–1964 och viceordförande i folkskolenämnden 1956–1961.
Hosia var sekreterare i Finlands folkhögskoleförening 1945–1947 och 1950–1953, föreståndare 1953–1964, ordförande i Nordiska folkhögskolerådet 1953–1956, i Centralen för medborgarfostran 1960–1964, ordförande och medlem i flera statliga kommittéer, ordförande i kommunalfullmäktige i Orivesi 1961–1964, i folkskolenämnden 1961–1964, ledamot av Orivesi sparbanks principal och direktion 1958–1964 samt ministerledamot av Nordiska rådet 1959, 1960 och 1961.

## Utmärkelser
- Kommendörstecknet av I klass av Finlands Lejons orden[1]
- Kommendör av 1. klass av Nordstjärneorden[1]
- Folkrepubliken Ungerns flaggorden[1]
- Kommendör med stjärna av Polonia Restituta[1]
- Kommendörstecknet av Finlands Vita Ros’ orden[1]
- Kommendörstecknet av I klass av Heliga Lammets orden[1]
- Storkors av Gregoriusorden[1]

[Redigera Wikidata]